# فینال جام حذفی فوتبال انگلستان ۱۹۱۰
فینال جام حذفی فوتبال انگلستان ۱۹۱۰، رقابت پایانی جام حذفی فوتبال انگلستان در سال ۱۹۱۰ میلادی است که مابین دو تیم باشگاه فوتبال نیوکاسل یونایتد و باشگاه فوتبال بارنزلی در کریستال پالاس لندن برگزار شده‌است.
این مسابقه که در تاریخ ۲۳ آوریل ۱۹۱۰ انجام شده‌است با نتیجه ۱ بر ۱ به پایان رسید.
در بازی تکراری که در ۲۸ آوریل ۱۹۱۰ برگزار شد باشگاه فوتبال نیوکاسل یونایتد با نتیجه دو بر یک به پیروزی رسید.